# Lacinipolia umbrosa
Lacinipolia umbrosa là một loài bướm đêm trong họ Noctuidae.